# Simira lezamae
Simira lezamae är en måreväxtart som beskrevs av Julian Alfred Steyermark. Simira lezamae ingår i släktet Simira och familjen måreväxter. Inga underarter finns listade i Catalogue of Life.